# Божидар Краут
Божидар Краут (Горњи Логатец, код Врхнике, 21. јун 1901 — Београд, 1. март 1967) био је учесник Народноослободилачке борбе и генерал-потпуковник ЈНА.

## Биографија
Рођен је 21. јуна 1901. године у Горњем Логатецу, код Врхнике. 
Пре Другог светског рата био је официр југословенске војске у чину артиљеријског потпуковника. Од 1941. до половине 1943. био је интерниран у немачким и италијанским заробљеничким логорима. Након повратка из логора ступа у редове НОВЈ, где је био начелник Оперативног одсека 8. корпуса и Оперативног одељења Главног штаба Хрватске. После рата је био начелник Штаба команде артиљерије ЈА, начелник Управе за војнотехничка истраживања ДСНО и др.
Умро је 1. марта 1967. у Београду. 
Одликован је Орденом ратне заставе, Орденом партизанске звезде са златним венцем, Орденом братства и јединства са златним венцем, Орденом за војне заслуге са великом звездом, Орденом за храброст и другим југословенским одликовањима. 